# Syndrome transfuseur-transfusé
 Mise en garde médicale
Le syndrome transfuseur-transfusé (en anglais : Twin-to-twin transfusion syndrome ou TTTS), également connu comme syndrome de transfusion fœto-fœtale (Feto-Fetal Transfusion Syndrome, FFTS), est une complication à haut taux de morbi-mortalité (60-100 % dans les cas sévères) affectant les grossesses gémellaires monochoriales-biamniotiques  où deux fœtus  partagent un même placenta mais sont présents dans deux poches amniotiques distinctes.

## Histoire
Le syndrome fut décrit pour la première fois en 1875, précisé et publié en 1886 par Friedrich Schatz (de), un obstétricien allemand.

## Prévalence
La prévalence du syndrome transfuseur-transfusé est estimé grossièrement à une grossesse pour mille, ou 10 à 15 % des grossesses gémellaires monochoriales.

## Étiologie
Les causes de STT ne sont pas connues mais on sait qu'elles ne sont ni génétiques ni héréditaires. Son incidence est considérée comme aléatoire. Développée en début de grossesse (avant 26 semaines), un STT peut causer la mort des fœtus ou des handicaps sévères. Après 26 semaines, les bébés peuvent généralement être accouchés avec une meilleure chance de survie sans incapacités.
Les cordons ombilicaux des jumeaux s’insèrent sur le même placenta et sont reliés par des vaisseaux sanguins. Si ces connexions ou anastomoses sont réparties équitablement et en fonction des vaisseaux impliqués, il peut y avoir de simples échanges sanguins. En revanche, s'il y a plus d'anastomose dans un sens que dans l'autre, le sang sera transféré de manière disproportionnée de l'un des jumeaux (le donneur) à l'autre (le receveur) :
- le jumeau receveur présente une surcharge volumique qui se compensera mécaniquement par l'augmentation de sa production d’urine, ce qui crée un excès de liquide amniotique (hydramnios). Il sera souvent plus gros que son co-jumeau (par anasarque) et pourra souffrir d'une insuffisance cardiaque ;
- le jumeau donneur peut présenter une diminution de la pression sanguine, une hypotrophie (fœtus de petite taille), une vessie de petite taille et parfois une anémie. Il ne produit pas d’urine et donc pas de liquide amniotique (oligoamnios).

Assez paradoxalement ce phénomène ne se produit pas, malgré la présence d'anastomoses, dans les grossesses monochoriales-monoamniotiques.

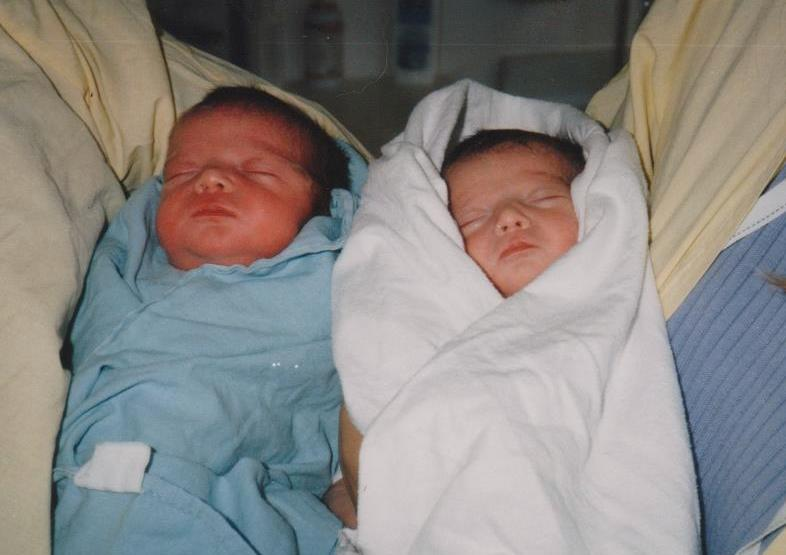
Jumelles identiques nées souffrant du syndrome transfuseur-transfusé.

## Traitement

### Amniodrainage
L'amniodrainage est la technique la plus ancienne de traitement du STT. Cependant, elle traite le symptôme et non la pathologie. L’amniodrainage lutte contre l'augmentation du volume du liquide amniotique et les risques d’accouchement prématuré. Il consiste à évacuer 1 à 2 litres de liquide du sac du receveur à l'aide d'une aiguille. Les drainages sont répétés si le liquide est à nouveau en excès. Parce que l'amniocentèse en série augmente le risque d'accouchement prématuré, elle n'est pas pratiquée en début de grossesse.

### Coagulation des anastomoses par laser
Développée en 1992 par le professeur Kýpros Nicolaïdis, la coagulation des anastomoses par laser est une microchirurgie in utero qui bloque la circulation sanguine entre les deux fœtus. Pendant 20 minutes sous anesthésie locale, une aiguille équipée d'un système de visualisation est introduite dans le sac amniotique du receveur. À l’aide de l'échographie, du fœtoscope et du laser, les anastomoses tissées entre les deux jumeaux sont coagulées,.

### Coagulation du cordon d’un des jumeaux
Une interruption du jumeau le plus atteint peut être demandée par les parents dans le but de préserver la vie de l’un des jumeaux alors que l'autre montre de trop grandes séquelles. L’intervention consiste à coaguler le cordon ombilical du fœtus atteint, ce qui entraîne son décès. On laisse ce fœtus dans le ventre de la mère pendant que l'autre poursuit son développement jusqu'à la naissance.
Les résultats varient beaucoup au cas par cas, mais les statistiques montrent qu'il y a 75 % de chances pour qu'un seul des deux jumeaux vive et 50 à 60 % pour que les deux vivent.

## Symptômes pouvant être ressentis par la femme enceinte
Une prise de poids rapide, un ventre tendu et douloureux ainsi que des contractions lors d'efforts légers peuvent être des symptômes ressentis par la femme enceinte.
Du fait de la différence de liquide amniotique entre les deux poches, une échographie peut confirmer le diagnostic.